# Z STUDIO ひまつぶ荘
『Z STUDIO ひまつぶ荘』（ぜっとスタジオひまつぶそう）は、2022年4月22日（4月21日深夜）から2023年3月24日（3月23日深夜）まで日本テレビで毎月第3金曜 1:29 - 1:59（毎月第3木曜深夜）に放送されていたバラエティ番組。

## 出演者
- 森田哲矢（さらば青春の光）
- 佐野勇斗（M!LK）
- 曽野舜太（M!LK）

## スタッフ
- 企画・演出：大納啓汰、黒川勝功（共に#3-）
- 構成：我人祥太（#2-）
- ナレーション：ほしのディスコ（パーパー）
- ロケ技術：J-Crew【毎回】、堅岩功、古本春樹【不定期】
- 編集：木村有宏（以前は毎回）、守屋弥生、國好卓也【不定期】
- MA：櫻井伸二【基本毎回】、眞坂聡美【不定期】
- 音効：中村由紀
- 技術協力：PLT WORK、スタジオWELT
- CG：森三平 三宅大介
- デスク：福井静
- 制作進行：濱本理子
- ディレクター：富永恵也／柳川雄洋、落合聖仁【毎回】／森岡彩希、佐藤周太朗、中島龍之介、熊田周平、河合絵理香【不定期】
- プロデューサー：井上統暉、栗田慎太郎、鈴木努、大野光浩、坂谷侑子（坂谷→以前は不定期）／夷祐衣子
- 統轄プロデューサー：渡邊政次（#3-）
- チーフプロデューサー：横田崇（#3-）、原浩生
- 制作協力：えすと
- 製作著作：日テレ

### 過去のスタッフ
- 企画・演出：橋本和明（#9まで）
- 編成：長島慎祐（#1,2）
- 宣伝：平井杏奈（#1,2）
- ディレクター：中原芳（#7まで）
- プロデューサー：黒川高（#1,2）
- チーフプロデューサー：秋山健一郎（#1,2）